# Paul King (regisseur)
Paul King (Chicago, 29 juli 1978) is een in de Verenigde Staten geboren Britse filmregisseur en scenarioschrijver.

## Carrière
King werkt in televisie, film en theater, en is gespecialiseerd in komedie. Hij regisseerde alle twintig afleveringen van de BBC-surrealistische komedieserie The Mighty Boosh (2004-2007), en in 2005 ontving hij een British Academy Television Award-nominatie voor beste nieuwe regisseur.
Zijn werk aan de komische familiefilms Paddington (2014) en het vervolg uit 2017 leverden hem beide British Academy Film Award-nominaties op voor Beste Britse film en Beste bewerkte scenario. In 2023 regisseerde en schreef hij Wonka, een film die dient als prequel op de Roald Dahl-roman Sjakie en de chocoladefabriek, waarin hij de oorsprong van Willy Wonka onderzoekt.
King studeerde in 1999 cum laude af aan St Catharine's College, Cambridge in Engels.

## Filmografie
Film
| Jaar | Titel              | Regie | Scenario |
| ---- | ------------------ | ----- | -------- |
| 2009 | Bunny and the Bull |       |          |
| 2014 | Paddington         |       |          |
| 2017 | Paddington 2       |       |          |
| 2023 | Wonka              |       |          |
| 2024 | Paddington in Peru |       |          |

Televisie
| Jaar      | Titel                                      | Regie        | Scenario | Opmerkingen                              |
| --------- | ------------------------------------------ | ------------ | -------- | ---------------------------------------- |
| 2004      | Garth Marenghi's Darkplace                 | Geassocieerd |          | 6 afleveringen                           |
| 2004–2007 | The Mighty Boosh                           |              |          | 20 afleveringen                          |
| 2007      | Dogface                                    |              |          | 5 afleveringen                           |
| 2009      | The Mighty Boosh Live: Future Sailors Tour |              |          | Liveshow                                 |
| 2010–2011 | Come Fly with Me                           |              |          | 6 afleveringen                           |
| 2011      | Little Crackers                            |              |          | 2 afleveringen                           |
| 2020      | Space Force                                |              |          | 2 afleveringen, ook uitvoerend producent |
| 2023      | Outsiders                                  |              |          | 5 afleveringen, ook producent            |

## Nominaties
| Jaar | Prijs                             | Categorie                       | Werk             | Uitslag     |
| ---- | --------------------------------- | ------------------------------- | ---------------- | ----------- |
| 2005 | British Academy Television Awards | Beste nieuwe regisseur (fictie) | The Mighty Boosh | Genomineerd |
| 2011 | British Academy Television Awards | Beste komedieprogramma          | Come Fly with Me | Genomineerd |
| 2015 | British Academy Film Awards       | Beste Britse film               | Paddington       | Genomineerd |
| 2015 | British Academy Film Awards       | Beste bewerkte scenario         | Paddington       | Genomineerd |
| 2018 | British Academy Film Awards       | Beste Britse film               | Paddington 2     | Genomineerd |
| 2018 | British Academy Film Awards       | Beste bewerkte scenario         | Paddington 2     | Genomineerd |
| 2024 | British Academy Film Awards       | Beste Britse film               | Wonka            | Genomineerd |